# Monterosso Grana
Monterosso Grana é uma comuna italiana da região do Piemonte, província de Cuneo, com cerca de 569 habitantes. Estende-se por uma área de 42 km², tendo uma densidade populacional de 14 hab/km². Faz fronteira com Castelmagno, Demonte, Dronero, Montemale di Cuneo, Pradleves, Rittana, Valgrana, Valloriate.

## Demografia
| Variação demográfica do município entre 1861 e 2011                               |
|                                                                                   |
| Fonte: Istituto Nazionale di Statistica (ISTAT) - Elaboração gráfica da Wikipedia |